# Abraham Washington
Brian Jossie é um lutador estadunidense de wrestling profissional que trabalhava para a WWE no território de desenvolvimento, Florida Championship Wrestling sob o nome de Abraham Washington. Foi demitido em 2012 por fazer uma piada sobre Kobe Bryant.

## Carreira

### WWE
Jossie assinou um contrato de desenvolvimento com a WWE, começando a trabalhar no território de desenvolvimento, Florida Championship Wrestling (FCW). Em fevereiro de 2009, fez sua estréia, sob o nome de Brian Jossie. Ele era um jobber e perdeu lutas para Taylor Rotunda. No entanto, ele logo recebeu a gimmick de um presidente, começando a agir como General Manager da FCW, primeiramente sob o nome de "Abraham Saddam Washington", depois, mudou para "Abraham Obama Washington". Neste tempo, ele também era líder de uma facção, o serviço secreto, que consistia de Agent T, Agent D e Agent J.

### ECW (2009-2010)
Jossie fez sua estréia na ECW em 30 de junho de 2009,usando o nome de Abraham Washington, com um segmento de entrevistas chamado "The Abraham Washington Show". Ele entrevistou as The Bella Twins, causando uma briga entre as duas.Com o fim da ECW foi mandado para a FCW para adquirir experiência.

### FCW (2010-presente)
Em 2010 após o fim da ECW retornou a FCW.

### WWE (2012-presente)
Brian Jossie chegou a WWE com o nome de Abraham Washington, e também pelas siglas A.W., apareceu como um Gerente de Talentos que ofereceu seua trabalhos a Primo e Epico, alegando que eles não recebiam o valor que lhes era merecido, a parceria durou pouco tempo, pois A.W. traiu os dois no No Way Out , se unindo a Titus O'Nelil e Darren Young para atacá-los. No Money in the Bank  A.W. esteve ao lado dos Prime Time Players em uma luta de duplas entre estes e Primo e Epico, onde seus clientes  foram derrotados. Foi demitido pela WWE por fazer uma piada sobre Kobe Bryant em uma luta dos Primetime Players.

## Títulos e prêmios
- Pro Wrestling Illustrated
  - PWI o colocou como #474 dos 500 melhores lutadores singulares durante a PWI 500 de 2011